# ثيلوس (باد كاليه)
ثيلوس، باد كاليه (بالفرنسية: Thélus)‏ هي بلدية تقع في إقليم باد كاليه من منطقة نور با دو كاليه في شمال فرنسا. تبلغ مساحة هذه المدينة 8.99 (كم²)، وترتفع عن سطح البحر 121 م، يبلغ عدد سكانها 1204 نسمة حسب إحصاء المعهد الوطني للإحصاء والدراسات الاقتصادية سنة 2009 م. وترأس Bernard Milleville البلدية خلال فترة (2008-2014).